# رود کالائوس
رود کالائوس (انگلیسی: Kalaus) یک رودخانه در سرزمین استاوروپول کشور روسیه است.